# Historietista

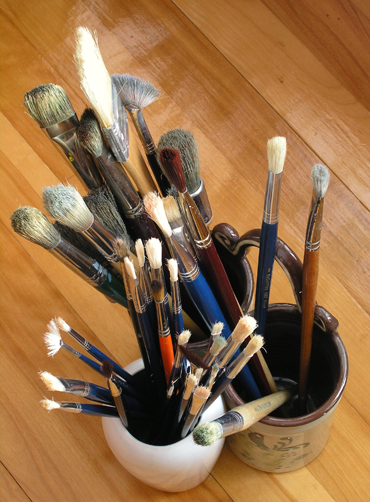
Varios pinceles

El historietista es el profesional que guioniza, dibuja o rotula historietas, aunque también pueda referirse al colorista y entintador y menos frecuentemente a los coordinadores o redactores editoriales. 

## Denominaciones
Algunos dibujantes, como el español José González no se consideraban a sí mismos auténticos historietistas, ya que no realizaban sus propios guiones, sino que más bien eran retratistas o ilustradores.
El término de autor es ajeno a este ámbito hasta la aparición del fenómeno de las historietas de autor en la Francia de los años 60. Es aplicado por teóricos como Antonio Lara al profesional que "crea algo inexistente y se responsabiliza totalmente de los resultados, del texto y de la imagen, aunque en algunos casos otro lo haya escrito", de tal forma que es "capaz de concebir la totalidad de su aportación, sin excluir ninguno de sus elementos, icónico o textual," reservándose por lo tanto tal condición solo al que guioniza y/o dibuja.
Hay que indicar, además que en México, suele usarse el término monero, especialmente para los dibujantes de estilo caricaturista que realizan tiras cómicas, muchas veces de tinte político, en revistas y periódicos como La Jornada, con lo que se convierte en sinónimo del neologismo humorista gráfico. En Japón, los historietistas son denominados mangaka en su lengua.

## Especialización
Tradicionalmente, la industria de historietas ha requerido un trabajo colectivo, en el que, además de necesitarse editores, grabadores, impresores, transportistas o vendedores, se ha producido una especialización de los propios historietistas. Se distinguen así:

### El guionista
Es el profesional que realiza el guion de la historieta, indicándose que debe ser capaz de «economizar tiempo e imágenes», dramatizar los textos e introducir movimiento, acción y suspense en la trama para lograr una gran intensidad narrativa.
En tradiciones como la española, han escaseado tradicionalmente los buenos guionistas, debido a las dificultades para expresarse con plena libertad y a la carencia de una retribución adecuada y digna de la labor literaria. Como explica Javier Coma al analizar los inicios del boom del cómic adulto en España, «la escasez de guionistas válidos propició que buen número de dibujantes, alentados además por el espejismo de unas mayores ganancias, se abocaran a redactarse los guiones sin las condiciones personales necesarias». Todavía más rotunda es la catedrática Francisca Lladó, quien destaca que muchos dibujantes subestiman a los guionistas, escribiendo sus propios guiones para no tener que pagarles ningún porcentaje. Lo cierto es que no suele haber buenas relaciones entre guionistas y dibujantes, hasta tal punto que Jesús Cuadrado señala que:

... aunque los teóricos de la Historieta insistíamos en que lo ideal era que el dibujante y el guionista se conocieran perfectamente, sobre todo para suerte del lector, lo cierto es que nadie se llevaba bien, cada uno iba a lo suyo y tierra al resto;

El autor español Carlos Giménez es de la opinión de que el deslinde entre guionista y dibujante solo es recomendable si hay una comunicación total entre los dos, como la que puede darse entre Ventura y Nieto, 
Muñoz y Sampayo o Mariel y Andreu Martín. En cambio, Sonia Pulido, considera «enriquecedor» trabajar con las ideas de otra persona y «hacer tuyos temas que nunca se te ocurrirían».

### El dibujante

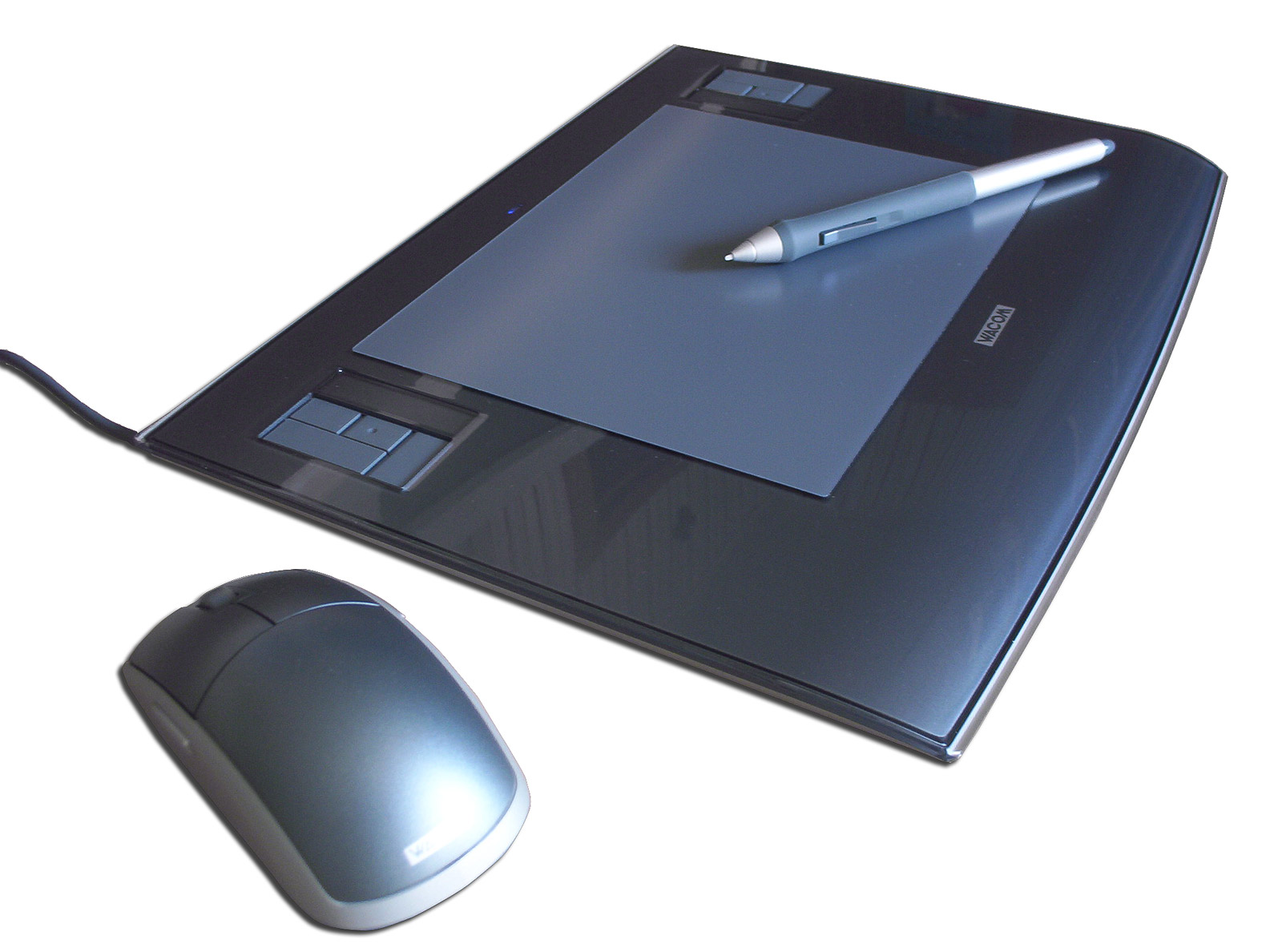
Tableta gráfica.

Su labor comprende la realización del boceto, lápiz final y en ocasiones el entintado. Para Antonio Lara, el sistema industrial ha exigido durante muchos años "unos resultados, pero no una estética", concretadas en la entrega de "unas determinadas páginas en unos determinados plazos", con las siguientes características:

apariencia correcta; trazo fácilmente reproducible;composición clara, con objetos y personas identificables, equilibrio de luces y sombras; documentación ajustada aunque se trate de géneros no realistas, etc.

Del mismo modo, se afirma que "la historieta no es una cuestión de dibujar muy bien, sino de tener muy claro lo que quieres contar", de tal forma que, según Josep Maria Beà"si te excedes con el dibujo, frenas el ritmo narrativo".  El dibujante tiene que identificarse "con el guion y tratar de decirlo con imágenes", dando movimiento e interés al mismo. En este sentido, se distinguen "dos categorías antagónicas entre dibujantes - los caligráficos y los narrativos -", preocupándose los primeros más por la creación de "estampas bellas, destinadas a la contemplación aislada" que al encadenamiento de las mismas en una totalidad significativa.

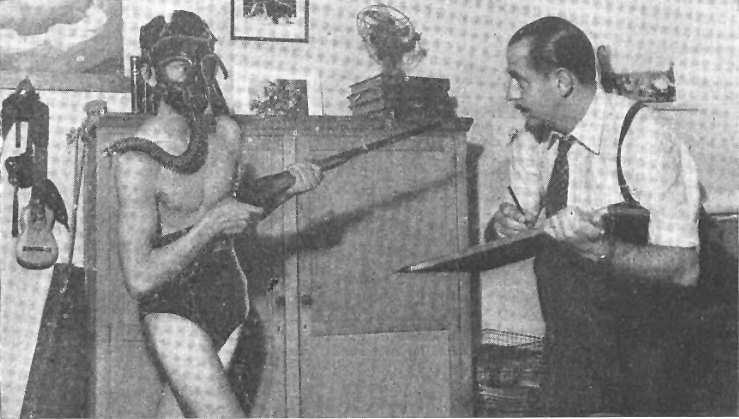
El dibujante Alberto Breccia se vale de un modelo para llevar adelante una escena.

Para Enrique J. Vieytes, la maestría en esta forma de dibujar no es producto del genio ni una mayor inteligencia, sino de "organización, método y perseverancia, puestos en marcha hacia una meta claramente establecida." Jesús Blasco recalca que el único truco reside en haber practicado y estudiado mucho, considerando también indispensable el espíritu de observación, y el ansía de experimentar. Tal disciplina, en la que hay que ajustarse a los límites de la viñeta y el rotulado, se vuelve incompatible con el uso de sustancias  psicoactivas, aplicadas en ocasiones en otros medios, como la literatura o la pintura.
Dibujantes como Jean Giraud afirman, además, tener " una buena práctica en cuestión de soledad, que es la soledad del que ha escogido el papel de ver, de visionar las cosas, sentir, crear un mundo". Jesús Cuadrado, por su parte, citaba "el instinto, la pureza, la tensión, lo vibrante, la angustia o, acaso el miedo" como "algunas de las viejas armas del contador, de quien mira; es decir, del historietista".
Todo ello configura un oficio bastante duro. Así, al abordar la figura de Alberto Breccia, Oscar Masotta sintetizaba en los años 1970 su visión de estos profesionales de la siguiente forma:

Encerrados durante años en un oficio trabajoso, sin criterios para pensar ni valorizar lo que hacen, verdaderos gimnastas solitarios de un trabajo muchas veces antieconómico (mal pagado en la Argentina), sólo es posible acercarse a ellos si se atraviesa la pared de una cortesía que a veces se enfría con demasiada rapidez

Históricamente, sus materiales de trabajo más importantes han sido plumas, pinceles y la cartulina o el papel, sin olvidar tampoco lápices, tinta china, tiralíneas, témpera blanca para borrar y una mesa de plano inclinado. Era frecuente además que dispusiesen de un "archivo en el que se reunían y clasificaban por materias, todo tipo y clase de recortes que pudiesen servir como documentación", prefiéndose posteriormente el recurso a colecciones de libros y enciclopedias ilustradas. Con la llegada de la informática, estas herramientas han sido complementadas por el escáner, la tableta gráfica y ese gran archivo de imágenes que es Internet. En cualquier caso, a pesar del uso puntual de documentación o apuntes al natural, es fundamental saber dibujar de memoria, sobre todo las figuras.

### El entintador
Es quien pasa a tinta el dibujo, pudiendo ser un profesional diferente al anterior o el propio dibujante a lápiz. Su trabajo no consiste solo en calcar el dibujo a lápiz, sino que corrige también pequeños errores del dibujante a lápiz y da profundidad y volumen al dibujo. Dependiendo de quien lo haga, "puede mejorar el arte final o hundirlo".
Habitualmente, el dibujante traza cruces en vestidos y lugares estratégicos de su boceto para indicarle al entintador donde ha de rellenar de negro.

### El rotulador, o rotulista
Es el encargado de agregar los textos a cada viñeta. La rotulación puede hacerse por ordenador o a mano, encargándose de la misma el propio dibujante o un profesional especializado. Tiene amplias posibilidades como medio expresivo.
En la rotulación a mano, solían seguirse los siguientes pasos:

Primero trazaban una pauta a lápiz para que las letras se mantuvieran a un mismo nivel; luego escribían los textos, con mayúsculas, reforzando la letra de los encabezamientos. Cuando había exclamaciones cargaban la tinta para que destacaran.

Como sigue explicando Armando Matías Guiu, la mecánica empezó a realizarse con máquinas de escribir corrientes, sustituidas luego por otras específicas para tal labor.

### El colorista
Es quien aplica el color a las historietas. En los setenta, este elemento fue revalorizado gracias a Richard Corben. Actualmente se lo considera como una parte fundamental, recurriéndose mayoritariamente al ordenador.

### El editor
Toni Guiral rechaza la ampliación semántica del término editor, distinguiendo en cambio al coordinador o redactor editorial del director editorial.

## Reconocimiento
Hasta finales del siglo pasado, en países como España, los historietistas han carecido de "las mínimas condiciones de contratos, seguridad social, seguro de desempleo" y "la propiedad intelectual de sus obras no es reconocida con la eficacia que lo son otras obras de otros sectores".